# Heodes ochsenfeldinus
Heodes ochsenfeldinus är en fjärilsart som beskrevs av Betti 1977. Heodes ochsenfeldinus ingår i släktet Heodes och familjen juvelvingar. Inga underarter finns listade i Catalogue of Life.